# Stånga
Stånga est une localité de Suède dans la commune de Gotland située dans le comté de Gotland.

## Démographie
Sa population était de 332 habitants en 2020.